# Osservatorio astronomico di Luserna San Giovanni
L'osservatorio astronomico di Luserna San Giovanni è un osservatorio astronomico in Italia.

## Storia
L'Associazione Astrofili Urania nasce con atto notarile il 18 novembre 1989 con 11 soci. La prima sede provvisoria fu ospitata presso il comune di Luserna San Giovanni.  Nel 1990 venne acquistato il terreno in località Brich del Colletto a Luserna San Giovanni, adiacente alla scuola Beckwith che risulterà essere la prima sede sociale ufficiale. Nel frattempo furono donati telescopi sempre più potenti idonei all'osservazione del cielo.
Nel 1994 fu acquisito e attivato il planetario (il primo presente in Piemonte), per la visualizzazione della volta celeste a scopo didattico. Negli anni seguenti fu installata l'antenna di radioastronomia, con diametro di 4 metri successivamente ampliato a 8 metri sotto la presidenza di Romano Vivaldi. L'intero complesso di elementi fu realizzato dal punto di vista strutturale, meccanico ed elettronico dai soci competenti nelle rispettive materie.
Nel 1998 fu inaugurata da personaggi d'eccezione come Margherita Hack la torre con la cupola in vetroresina idonea all'installazione degli strumenti ottici per l'osservazione e la fotografia degli oggetti del profondo cielo. Nel 2003 il giornalista scientifico de "La Stampa" Piero Bianucci e il prof. Marianini furono presenti all'apertura al pubblico della struttura completa, comprendente la sala conferenze, la biblioteca e l'aula museale con il planetario.
Il radiotelescopio dell'osservatorio risulta l'unico presente sul territorio regionale, tant'è che anche alcuni ricercatori dell'INAF ne usufruiscono per i loro studi. Presso l'osservatorio è inoltre operativa una stazione PRISMA (Prima Rete per la Sorveglianza sistematica di Meteore e Atmosfera )

## L'associazione astrofili Urania
L'associazione è autonoma, apolitica ed aconfessionale, senza fini di lucro e ha una durata illimitata nel tempo.
Il primo presidente fu Gianni Peyrot in carica fino al 2003; gli succedette Romano Vivaldi, il quale restò nella sua funzione sino alla sua prematura scomparsa avvenuta nel 2010. In quell'anno è subentrato Sergio Lera, attuale presidente dell'Associazione. Ad oggi si contano una settantina di soci di varie età. Le sue finalità culturali sono la diffusione e la divulgazione delle scienze astronomiche e non, l'incentivazione ed il miglioramento degli studi e delle ricerche nel settore, attraverso i rapporti con le organizzazioni di astrofili ed astronomi nonché con istituti di ricerca, sul territorio nazionale e internazionale.
L'associazione collabora a stretto contatto con il planetario di Pino Torinese e l'osservatorio di Alpette.